# Stráž (Mirotice)

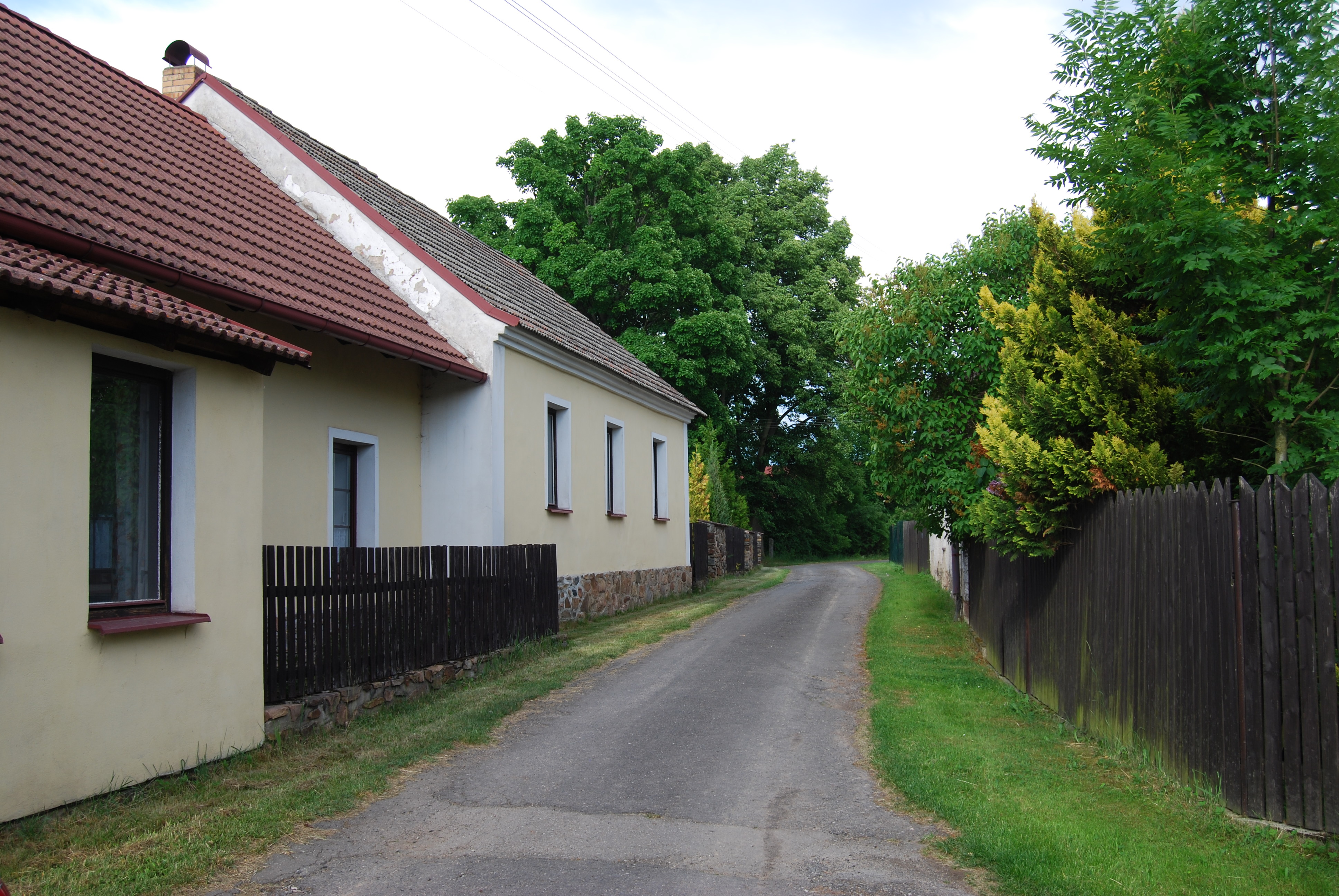
Dorfstraße

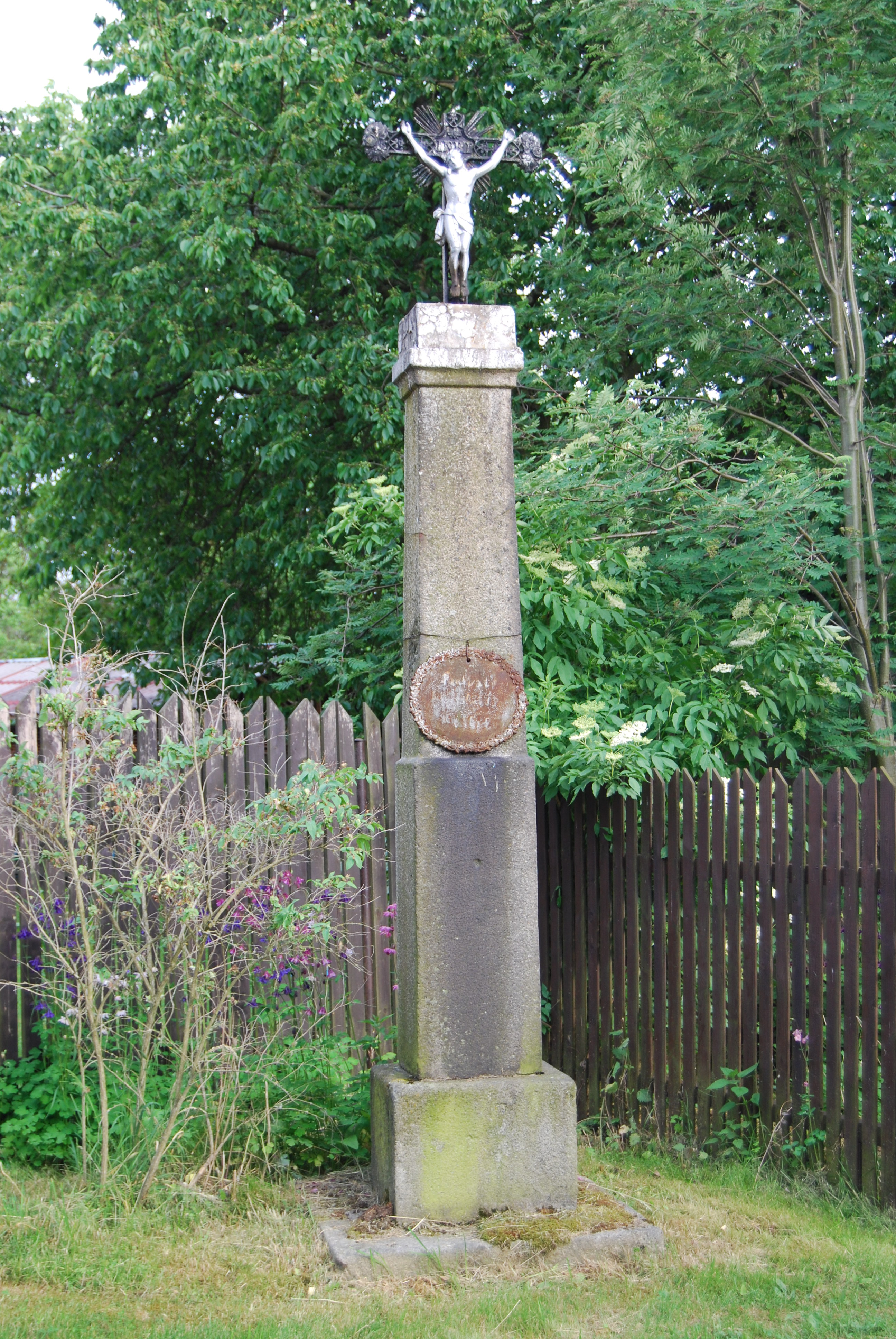
Gusseisernes Wegkreuz

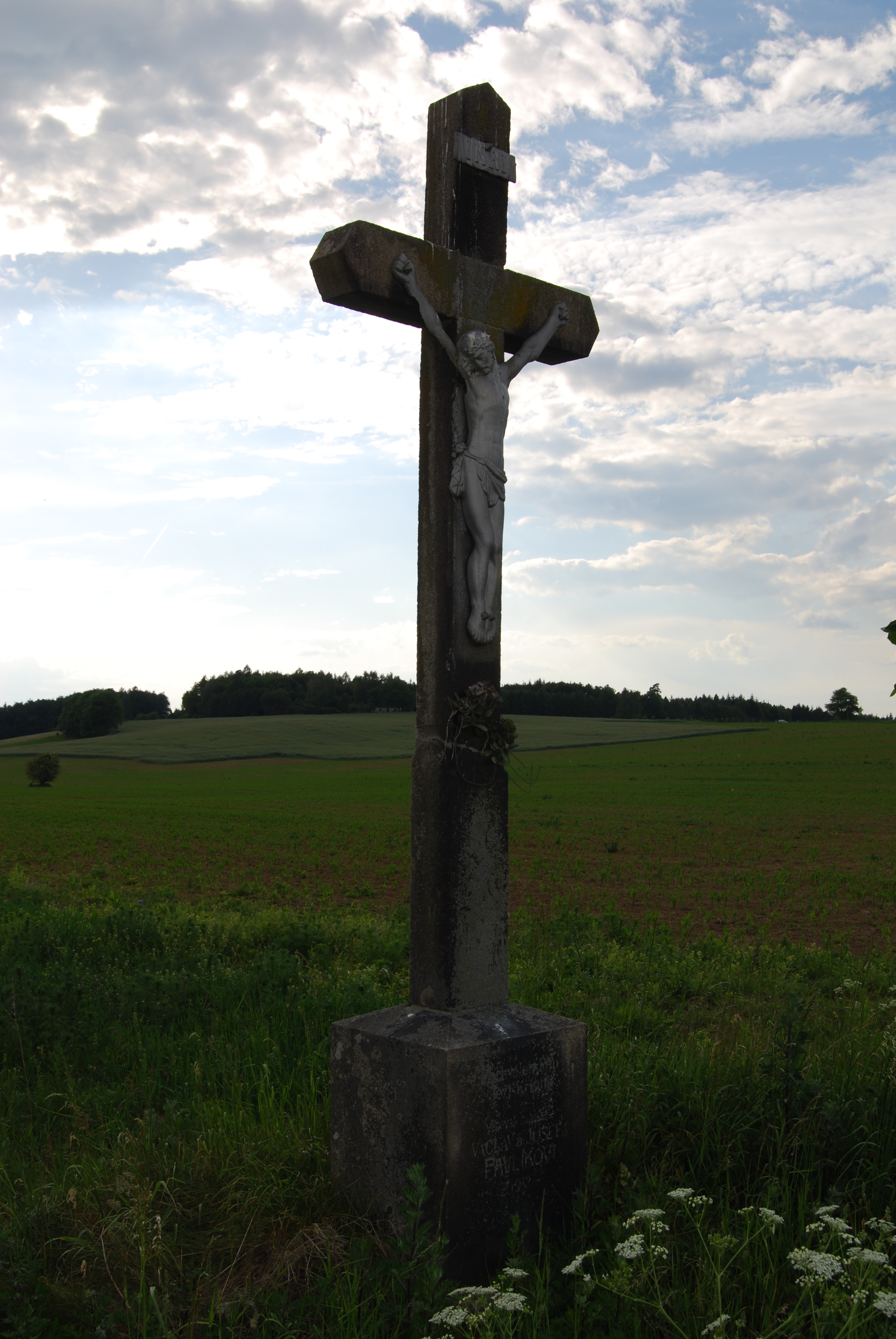
Wegkreuz an der Zufahrtsstraße

Stráž (deutsch Strasch) ist ein Ortsteil der Stadt Mirotice (Mirotitz) in Tschechien. Er liegt drei Kilometer westlich von Mirotice  und gehört zum Okres Písek.

## Geographie
Das Gassendorf Stráž befindet sich rechtsseitig über dem Tal der Lomnice auf einer Hochfläche der Písecká pahorkatina (Piseker Hügelland). Nordöstlich erhebt sich der Paračov (512 m n.m.), im Südosten der Stráž (504 m n.m.).
Nachbarorte sind Lučkovice im Norden, Brejle, Budský Dvůr, Boudy, Hořejší Mlýn und Neradov im Nordosten, Mirotice und Cerhonice im Osten, Strážovice und Bořice im Südosten, Jarotice und Lom im Süden, Neradov im Südwesten, Zbuzy, Buzičky und Buzice im Westen sowie Václavov, Čermák und Míreč im Nordwesten.

## Geschichte
Stráž wurde zum Ende des 18. Jahrhunderts durch die Stadt Písek im Waldgebiet um den Paračov angelegt. In der Topographie des Königreichs Böhmen von 1786 wird das Dorf noch nicht aufgeführt. Die erste schriftliche Erwähnung stammt von 1790.
Im Jahre 1837 bestand das im Prachiner Kreis gelegene Dörfchen Straž aus neun Häusern mit 76 Einwohnern. Pfarrort war Mirotitz. Bis zur Mitte des 19. Jahrhunderts blieb Straž der Königlichen Stadt Písek untertänig.
Nach der Aufhebung der Patrimonialherrschaften bildete Stráž / Strasch ab 1850 einen Ortsteil der Gemeinde Cerhonice / Cerhonitz im Gerichtsbezirk Mirowitz. 1868 wurde das Dorf dem Bezirk Pisek zugeordnet. Im Jahre 1869 bestand Stráž aus zehn Häusern und hatte 70 Einwohner. In den 1890er Jahren lösten sich Stráž und Strážovice von Cerhonice los und bildeten die Gemeinde Strážovice. Im Jahre 1900 hatte Stráž 139 Einwohner, 1910 waren es 95.
Nach dem Ersten Weltkrieg zerfiel der Vielvölkerstaat Österreich-Ungarn, Stráž wurde 1918 Teil der neu gebildeten Tschechoslowakischen Republik. Beim Zensus von 1921 lebten in den 20 Häusern des Dorfes 103 Tschechen. 1930 lebten in den 20 Häusern von Stráž 81 Personen. Zwischen 1939 und 1945 gehörte Stráž / Strasch zum Protektorat Böhmen und Mähren. Nach dem Ende des Zweiten Weltkrieges kam Stráž zur wiedererrichteten Tschechoslowakei zurück. 1950 lebten in den 19 Häusern von Stráž 56 Personen. Zum 1. Januar 1981 erfolgte die Eingemeindung nach Mirotice. 1991 lebten in den 18 Häusern des Dorfes 17 Personen. Beim Zensus von 2011 hatte Stráž sieben Einwohner und bestand aus 26 Wohnhäusern.

## Ortsgliederung
Zu Stráž gehören die Einschichten Brabčulka und Kopaniny.
Der Ortsteil bildet den Katastralbezirk Stráž u Mirotic.

## Sehenswürdigkeiten
- Mehrere Wegkreuze